# توماس كوبل
توماس كوبل (بالدنماركية: Thomas Koppel)‏ هو عازف بيانو وملحن دنماركي، ولد في 27 أبريل 1944 في أوربرو في السويد، وتوفي في 25 فبراير 2006 في بورتوريكو في الولايات المتحدة.

## وصلات خارجية
- توماس كوبل على موقع IMDb (الإنجليزية)
- توماس كوبل على موقع ميوزك برينز (الإنجليزية)
- توماس كوبل على موقع أول ميوزيك (الإنجليزية)
- توماس كوبل على موقع ديسكوغز (الإنجليزية)
- توماس كوبل على موقع قاعدة بيانات الفيلم (الإنجليزية)